# Nagyközség (tanácsrendszer)
A nagyközség a községek, pontosabban a községi tanácsok egyik jogi kategóriája volt Magyarországon a tanácsrendszer időszakának második felében, 1969 és 1990 között.
A megyei tanács nagyközséggé (illetve nagyközségi közös tanáccsá) nyilváníthatta azt a községet (illetve községi közös tanácsot), amelynek városias jellege, kiemelt idegenforgalmi szerepe, vagy legalább 5000 főnyi lakossága ezt indokolta. A többi község illetve községi tanács nem kapott megkülönböztető elnevezést, tehát ekkor kisközségek sem léteztek jogi értelemben.
A nagyközségi tanácsok száma 1973. április 15-én 287, 1990. január 1-jén 277 volt. Ez idő alatt a városok száma 83-ról 166-ra nőtt, nyolc esetben  korábban nagyközséggé nyilvánított településeket csatoltak valamely városhoz (Algyőt, Kiskundorozsmát, Szőreget és Tápét 1973-ban Szegedhez, Szőnyt Komáromhoz 1977-ben, Orost Nyíregyházához 1978-ban, Józsát Debrecenhez 1981-ben és Padragkutat Ajkához 1984-ben), több esetben egyesítettek nagyközségeket egymással (Gyomaendrőd, Bátonyterenye és Hadháztéglás), tehát a nagyközségek számának csökkenése ellenére valójában több mint 90 tanácsot nyilvánítottak nagyközségi tanáccsá ebben az időszakban.